# Adam Makowicz
Adam Makowicz właśc. Adam Matyszkowicz (ur. 18 sierpnia 1940 w Gnojniku) – polski pianista jazzowy. 

## Życiorys
Urodził się w Czechach, w polskiej rodzinie mieszkającej na Śląsku Cieszyńskim. W 1946 roku z rodzicami przeprowadził się do Rybnika, gdzie ojciec podjął pracę w kopalni jako inżynier maszyn górniczych. Pierwszych lekcji gry na fortepianie udzielała mu matka, pianistka i śpiewaczka. Absolwent Państwowej Szkoły Muzycznej im. Karola i Antoniego Szafranków w Rybniku. Studiował muzykę klasyczną w Konserwatorium Muzycznym im. Fryderyka Chopina w Krakowie. W 1956 roku porzucił naukę i związał się z krakowskim klubem jazzowym Helicon. W 1962 roku wraz z saksofonistą Januszem Muniakiem, którego wkrótce zastąpił trębacz Tomasz Stańko, utworzył grupę Jazz Darings, która była – zdaniem niemieckiego krytyka i teoretyka jazzu, Joachima-Ernsta Berendta – „pierwszym europejskim zespołem grającym w stylu Ornette’a Colemana”. Współpracował wówczas z Andrzejem Kurylewiczem, Zbigniewem Namysłowskim, Janem Ptaszynem Wróblewskim, Urszulą Dudziak oraz zespołem Novi Singers.
W 1977 roku, z rekomendacji Benny’ego Goodmana oraz popularyzatora jazzu Willisa Conovera, producent John Hammond zaprosił go na 10-tygodniowe tournée w USA. W tym czasie Makowicz nagrał solową płytę dla Columbia Records zatytułowaną Adam. W 1978 roku Makowicz wyjechał do USA po raz drugi, tym razem na 6-miesięczny kontrakt i od tego czasu nowojorski Manhattan stał się jego stałym domem.
Po wprowadzeniu w Polsce w 1981 roku stanu wojennego, wraz z innymi polskimi artystami mieszkającymi w USA, muzyk wziął udział w emitowanym na cały świat programie telewizyjnym zorganizowanym z inicjatywy prezydenta Ronalda Reagana „Żeby Polska była Polską”.
Występując w USA pianista dzielił scenę między innymi z: Bennym Goodmanem, Herbiem Hancockiem, Earlem Hinesem, Freddiem Hubbardem, Sarah Vaughan, Teddym Wilsonem, George’em Shearingiem, George’em Mrazem, Alem Fosterem, Jackiem DeJohnette’em, Charliem Hadenem.
Był wielokrotnym solistą orkiestr i zespołów kameralnych: National Symphony of Washington, London Philharmonic Orchestra, Moskiewska Orkiestra Symfoniczna, Filharmonii Narodowej w Warszawie, Chester String Quartet, Amici String Quartet, Orkiestry Kameralnej Amadeus z Agnieszką Duczmal, Polskiej Filharmonii Kameralnej z Wojciechem Rajskim, Kwartetu Wilanów i wielu innych.
Jego występ w duecie z Leszkiem Możdżerem w Carnegie Hall w 2004 roku został oceniony bardzo wysoko przez recenzentów. Koncert-pojedynek, między mistrzem i weteranem a wschodzącą gwiazdą jazzu, został utrwalony na koncertowym albumie Makowicz vs. Możdżer at the Carnegie Hall wytwórni EMI Music Poland. Album uzyskał certyfikat dwukrotnie platynowej płyty.
Poza utworami jazzowymi Makowicz ma w swoim repertuarze także jazzowe interpretacje utworów klasycznych. Pianista wydał w USA płytę poświęconą muzyce Fryderyka Chopina w interpretacji jazzowej.
W szerokim repertuarze Adam Makowicz ma także utwory George’a Gershwina (uzyskał zgodę brata George’a, Iry Gershwina na własną, improwizowaną kadencję w Błękitnej Rapsodii), I. Berlina, J. Kerna, C. Portera i wielu innych kompozytorów amerykańskich.
W 2011 roku ukazała się biografia Adama Makowicza pt. Grać pierwszy fortepian autorstwa Marka Strasza – menedżera artysty.

## Odznaczenia, nagrody i wyróżnienia
W 1998 roku został laureatem Honorowej Złotej Lampki Górniczej, nagrody przyznawanej przez prezydenta Rybnika oraz organizatorów Rybnickich Dni Literatury osobom związanym z ziemią rybnicką, które poprzez swoja działalność kulturalną rozsławiają Rybnik w kraju i na świecie.
W 2005 roku został odznaczony Krzyżem Komandorskim Orderu Odrodzenia Polski.
W 2008 roku z okazji jubileuszu czterystu lat istnienia amerykańskiej Polonii, jazzmana uhonorowano włączeniem jego osoby w poczet Polaków najbardziej zasłużonych w historii Stanów Zjednoczonych Ameryki.
12 października 2009 roku z rąk Ministra Kultury i Dziedzictwa Narodowego Bogdana Zdrojewskiego otrzymał Złoty Medal „Zasłużony Kulturze Gloria Artis”.
W 2012 roku otrzymał Honorowy Medal „Zasłużony dla Miasta Rybnika”.
W 2012 roku otrzymał coroczną nagrodę Towarzystwa Przyjaciół Śląska w Warszawie dla osób szczególnie zasłużonych dla Śląska.
W 2017 roku otrzymał Nagrodę Specjalną i członkostwo honorowe Stowarzyszenia Autorów ZAiKS.
W 2020 roku od Stowarzyszenia Jazzowego Melomani otrzymał dwie nagrody: Grand Prix of Europe oraz Grand Prix za Całokształt Działalności.
W 2021 roku został laureatem Złotego Fryderyka.
W 2022 roku otrzymał tytuł doktora honoris causa Akademii Sztuki w Szczecinie. Był to pierwszy tytuł doktora honoris causa w Polsce przyznany jazzmanowi.
Adam Makowicz jest Honorowym Obywatelem Miasta Ustroń oraz Honorowym Obywatelem Miasta Rybnika (2015).

## Dyskografia

### Albumy solowe i duety
- Unit, z Tomaszem Stańko, Czesławem Bartkowskim i Pawłem Jarzębskim (LP, 1972)[15]
- Urszula Dudziak & Adam Makowicz: Newborn Light (LP, 1973)[15]
- Live Embers (LP, 1975)[15]
- Tomasz Stańko & Adam Makowicz Unit (LP, 1975)[15]
- Piano vistas unlimited (LP, 1977)[15]
- Zimni kvety (LP, 1978)[15]
- Adam (LP, 1978)[15]
- From my window (LP, 1981)[15]
- Adam Makowicz & George Mraz: Classic Jazz Duets (LP, 1982)[15]
- The Name Is Makowicz (Ma-kó-vitch) (LP, 1983)[15]
- Moonray (LP, 1986)[15]
- Naughty Baby (LP, 1987)[15]
- Interface (LP, 1987)[15]
- James Morrison & Adam Makowicz: Swiss Encounter (LP, 1989)[15]
- Adam Makowicz Plays Irving Berlin (CD, 1992)[15]
- At Maybeck (CD, 1993)[15]
- Makowicz Plays Gershwin with The Moscow Symphony Orchestra (CD, 1993)[15]
- Adam Makowicz Trio: The Music Of Jerome Kern (CD, 1993)[15]
- The Solo Album: Adam In Stockholm (CD, 1993)[15]
- Adam Makowicz / George Mraz, z George’em Mrazem (CD, 1994)[15]
- Makowicz Plays Berlin, z Sinfonią Varsovią, dyr. Krzesimir Dębski (CD, 1994)[15]
- The Adam Makowicz Trio: My Favorite Things – The Music Of Richard Rodgers (CD, 1994)[15]
- The Adam Makowicz Trio: A Handful Of Stars, z George’em Mrazem i Jackiem Dejohnette’em (CD, 1997)[15]
- A Tribute To Art Tatum (CD, 1997)[15]
- Gershwin (CD, 1998)[15]
- Koncert karnawałowy live (CD, 1999)[15]
- Reflections on Chopin (CD, 2000)[15]
- Adam Makowicz Plays Duke Ellington (CD, 2000)
- Diamond Jubilee Concert z Sinfonią Varsovią, dyr. Mariusz Smolij (CD, 2000)[15]
- Songs for Manhattan (CD, 2003)[15]
- Makowicz vs. Możdżer – At The Carnegie Hall z Leszkiem Możdżerem (CD, 2004)[15]
- From My Field (CD, 2005)[15]
- Indigo Bliss (CD, 2006)[15]
- Makowicz & Orkiestra Filharmonii Częstochowskiej, dyr. Jerzy Salwarowski (CD, 2008)[15]
- Brillante – The Adam Makowicz Chopin Project (CD, 2010)[15]
- Jazzovia Presents Makowicz Plays Kobylinski (CD, 2014)[15]
- Carrantuohill & Adam Makowicz, Carrantuohill & Orkiestra Symfoniczna i Chór Państwowej Szkoły Muzycznej II st. im. K. i A. Szafranków w Rybniku, chór Autograph oraz Anna Faber (DVD, 2016)[15]
- Swinging Ivories (CD, 2018; LP, 2019)[15]

### Albumy z innymi wykonawcami
- Novi Singers: Kwintet Wokalny NOVI, Kwartet Zbigniewa Namysłowskiego (EP, 1965)[15]
- Zbigniew Namysłowski: Zbigniew Namysłowski Quartet (LP, 1966)[15]
- Novi Singers: Bossa Nova (LP, 1967)[15]
- Novi Singers: Novi in Wonderland, Adam Makowicz Trio + Novi Singers (LP, 1968)[15]
- Wojciech Młynarski: Obiad rodzinny, Kwartet Adama Makowicza (LP, 1970)[15]
- Novi Singers: Torpedo (LP, 1970)[15]
- Michal Urbaniak Group: Parathypus B, (LP, 1970)[15]
- Michal Urbaniak Group: Live recording (LP, 1971)[15]
- Wojciech Młynarski: Recital '71, Kwartet Adama Makowicza (LP, 1971)[15]
- Michal Urbaniak Group: Inactin[15] (LP, 1973)
- Michal Urbaniak Constellation: Super Constellation (LP, 1974)[15]
- Michał Urbaniak Constellation: In concert (LP, 1973)[15]
- Duke Ellington: Three Black Kings (LP, 1980)[15]

### Kompilacje
- 15th International Amateur Jazz Festival, Adam Makowicz Trio + Novi Singers (LP, 1965)[15]
- Таллин 67. Международный Джазовый Фестиваль trb. Tałlin 67. Mieżdunarodnyj Dżazowyj Fiestiwal trl. Tallin 67. Meždunarodnyj Džazovyj Festival′, Kwartet Zbigniewa Namysłowskiego (LP, 1967)[15]
- Jazz Jamboree 67 Vol. 1, Kwartet Zbigniewa Namysłowskiego + Big Bill Ramsey(inne języki) (LP, 1967)[15]
- 4th International Jazz Festival Praha '67, z udziałem Novi Singers (LP, 1967)[15]
- New Faces In Polish Jazz, solo oraz w Michał Urbaniak Group (LP, 1969)[15]
- Jazz Jamboree 69, Adam Makowicz Trio + Lucy Thompson (LP, 1969)[15]
- Altena ’72, z Grupą Michała Urbaniaka, (LP, 1972)[15]
- All Stars After Hours (LP, 1974)[15]
- U źródeł sławy (CD, 1997)[15]